# Даннройтер, Густав
Густав Даннройтер (нем. Gustav Dannreuther; 21 июля 1853, Цинциннати — 19 декабря 1923, Нью-Йорк) — американский скрипач немецкого происхождения. Брат Эдварда Даннройтера.
В 1871—1874 гг. учился в Берлинской Высшей школе музыки у Йозефа Иоахима и Генриха де Аны. Некоторое время выступал и преподавал в Париже и Лондоне, в 1877 г. вернулся в США, играл в бостонском Квинтете имени Мендельсона. В 1881 г. поступил в Бостонский симфонический оркестр в момент его основания и 22 октября играл в его составе на первом концерте оркестра, однако в скором времени отказался от работы в оркестре, вернувшись к излюбленному ансамблевому музицированию. В 1884 г. он создал струнный квартет Даннройтера, существовавший в том или ином виде (позднее — под названием Квартет имени Бетховена) около 30 лет и занимавший на рубеже веков важное место в музыкальной жизни США; Даннройтер с товарищами, в частности, активно участвовали в пропаганде на американской сцене камерной музыки Антонина Дворжака. С 1907 г. преподавал в Вассар-колледже, оставил ряд методических пособий.
Даннройтеру посвящён Романс для скрипки и фортепиано Op. 9 № 3 Артура Фута.
Жена Даннройтера Нелли Даннройтер, урождённая Мортон Тейлор (англ. Nellie Morton Taylor; 1858—1942), пианистка, нередко выступала вместе с квартетом супруга, дополняя его до фортепианного квинтета.